# Catoxyethira mali
Catoxyethira mali är en nattsländeart som först beskrevs av G. Marlier 1978.  Catoxyethira mali ingår i släktet Catoxyethira och familjen smånattsländor. Inga underarter finns listade i Catalogue of Life.